# Мазурашу Георгій Георгійович
Георгій Георгійович Мазурашу (нар. 17 квітня 1971, с. Круп'янське, Глибоцький район, Чернівецька область, УРСР) — громадський діяч, спортивний журналіст, Народний депутат України IX скликання від провладної партії Слуга народу, є противником обслуговування українською мовою.

## Життєпис
Георгій Мазурашу народився 17 квітня 1971 року в селі Круп'янському, Чернівецької області. Навчався у Великобудській загальноосвітній школі. У шкільні та студентські роки активно займався спортом, ініціював футбольну секцію, організовував матчі шкільної футбольної команди. Перемагав на районній та обласній спартакіаді серед школярів.
У 1990 році закінчив Чернівецький механіко-технологічний технікум.
У 1995 р. закінчив історичний факультет Чернівецького національного університету. У 2009 р. здобув ступінь магістра цього ж ВНЗ за спеціальністю «Державна служба».

### Спортивна кар'єра
У 1985 році почав займатися легкою атлетикою. У 8 класі перемагав на обласних змаганнях серед школярів на дистанції 400 м з результатом 52,9 сек.
У 1987 році посів 1 місце на 800 м на Спартакіаді України серед технікумів легкої промисловості та виграв 800 м на юнацькій першості України на призи заслуженого майстра спорту Євгена Аржанова. У 1988 році виграв двоборство 800 м + 1500 м на юнацькій першості України в приміщенні. Виступав у складі юнацької збірної України на юнацькому Чемпіонаті СРСР в приміщенні 1988 р. в Кишиневі.
У 1992 році переміг у молодіжній першості України з легкої атлетики в приміщенні, бронзовий призер І Чемпіонату України в приміщенні.
Призер першості республіканської ради ФСТ «Колос» серед юнаків, юніорів, дорослих, юніорської і молодіжної першостей України, срібний і бронзовий призер Чемпіонату України серед ВНЗ (1500 м, 800 м, Кривий Ріг). Кандидат у майстри спорту.

### Робоча кар‘єра
Трудову діяльність розпочав після 5 класу (влітку підробляв у місцевому радгоспі). Після закінчення технікуму та університету працював у кримінальній міліції у справах неповнолітніх, викладав у будівельному технікумі, у 1995-96 рр. працював спортивним оглядачем у «Новій буковинській газеті» (видавав додаток «Спорт-інфо»). У 1996 р. працював у контрольно-ревізійному відділі Чернівецької обласної державної адміністрації
З 1996 по 2005 р. працював редактором відділу спорту газети «Молодий буковинець». Паралельно співпрацював з виданнями «Спортивна газета», «Український футбол», «День» та місцевими телеканалами. До 2005 року видавав спортивно-розважальне видання «Супер!».
Член Спілки журналістів України. (був виключений зі Спілки журналістів України за несплату членських внесків та неактивну участь в її роботі, до 2013 року) У 2004 році став лауреатом конкурсу серед журналістів «Україна олімпійська», у 2009 році переміг у фотоконкурсі Національного Олімпійського комітету України.
З квітня 2005 р. до вересня 2008 р. працював начальником відділу з питань фізичної культури і спорту Чернівецької обласної державної адміністрації. На цю посаду був рекомендований таємним голосуванням на зборах кращих спортсменів і тренерів області.
У 2009 році ініціював проведення першого в Україні конкурсу краси серед спортсменок Міс спорт Україна.
До 2018 року входив до виконкому Чернівецького обласного відділення Національного олімпійського комітету України.
У травні 2011 р. був призначений директором Чернівецького обласного центру фізичного здоров'я населення «Спорт для всіх».

## Політика
У 2015 році — кандидат у депутати Чернівецької обласної ради від партії Самопоміч.
2019 — обраний народним депутатом України IX скликання від партії «Слуга Народу» у Чернівецькій області по одномандатному виборчому округу 203 (частина Чернівців, Герцаївський, Глибоцький, Новоселицький район, частина Сторожинецького району).
Член Комітету ВРУ з питань молоді і спорту, голова підкомітету з питань фізичної культури та масового спорту.
У липні 2020 року зареєстрував у Верховній Раді законопроєкт «про внесення змін до Кодексу України про адміністративні правопорушення щодо відповідальності за пропаганду гомосексуальності та трансгендерності». Цей законопроєкт був розцінений спільнотою ЛГБТ як дискримінаційний.
У грудні 2020 року голосував проти призначення Сергія Шкарлета очільником МОН.
У грудні 2020 року підтримав ініціативу проросійського нардепа Бужанського, який запропонував скасувати штрафи за відмову працівників у сфері обслуговування обслуговувати клієнта українською мовою в Україні.
У лютому 2021 року Мазурашу був серед ініціаторів законопроєкту № 4638 «Про внесення змін до статті 57 Закону України „Про забезпечення функціонування української мови, як державної“», який пропонувалося вилучити зі статті 57 закону пункти, які стосуються накладання штрафів за порушення закону про мову.
2022 року виступив проти вступу України в НАТО.
У березні 2023 року Мазурашу ініціював збір підписів депутатів, щоб скасувати базову норму закону про мову, яка гарантує кожному громадянину надання послуг українською мовою в Україні.
Мазурашу — лідер серед народних депутатів за кількістю зареєстрованих законопроєктів, переважна більшість з яких навіть не виноситься на голосування. Зокрема пропонував саджати у тюрму на 7 років за фейкові профілі у соцмережах, штрафувати за пропаганду гомосексуальності у соцмережах та продавати спиртні напої та тютюн виключно в спеціалізованих магазинах.

## Контроверсійності
У травні 2022 став співавтором скандального законопроєкту № 7351, що мав надавати право вбивати командирами (начальниками) військовослужбовців за невиконання наказів у бойовій обстановці без будь-яких доведених обставин. Законопроєктом пропонувалось прибрати слова «при цьому не заподіюючи смерті військовослужбовцю» зі ст. 221 Статуту внутрішньої служби ЗСУ, де йдеться про право командирів у бойовій обстановці застосувати зброю, якщо в інший спосіб неможливо припинити кримінальне правопорушення. Цей законопроєкт оцінено в ЗМІ як спробу відновити смертну кару в Україні.
Авторами проєкту виступили депутати Слуги народу Безугла та Федієнко. Повний опис законопроєкту став недоступним після відкликання, а авторський колектив змінився 24 травня без пояснення причин. Після зміни опису, співініціаторами виступили інші депутати Слуги народу: Аліксійчук, Бакумов, Гривко, Третьякова та Войцехівський. Законопроєкт пройшов профільну раду, зазнавши значної критики, та був відкликаний 24 травня, без пояснень причин.
У квітні 2023 став одним з ініціаторів скандального законопроєкту № 9223, що пропонував криміналізувати критику влади в соціальних мережах (поширення «фейків»).

## Особисте життя
Одружений. Виховує трьох синів.